# Đập Sardar Sarovar

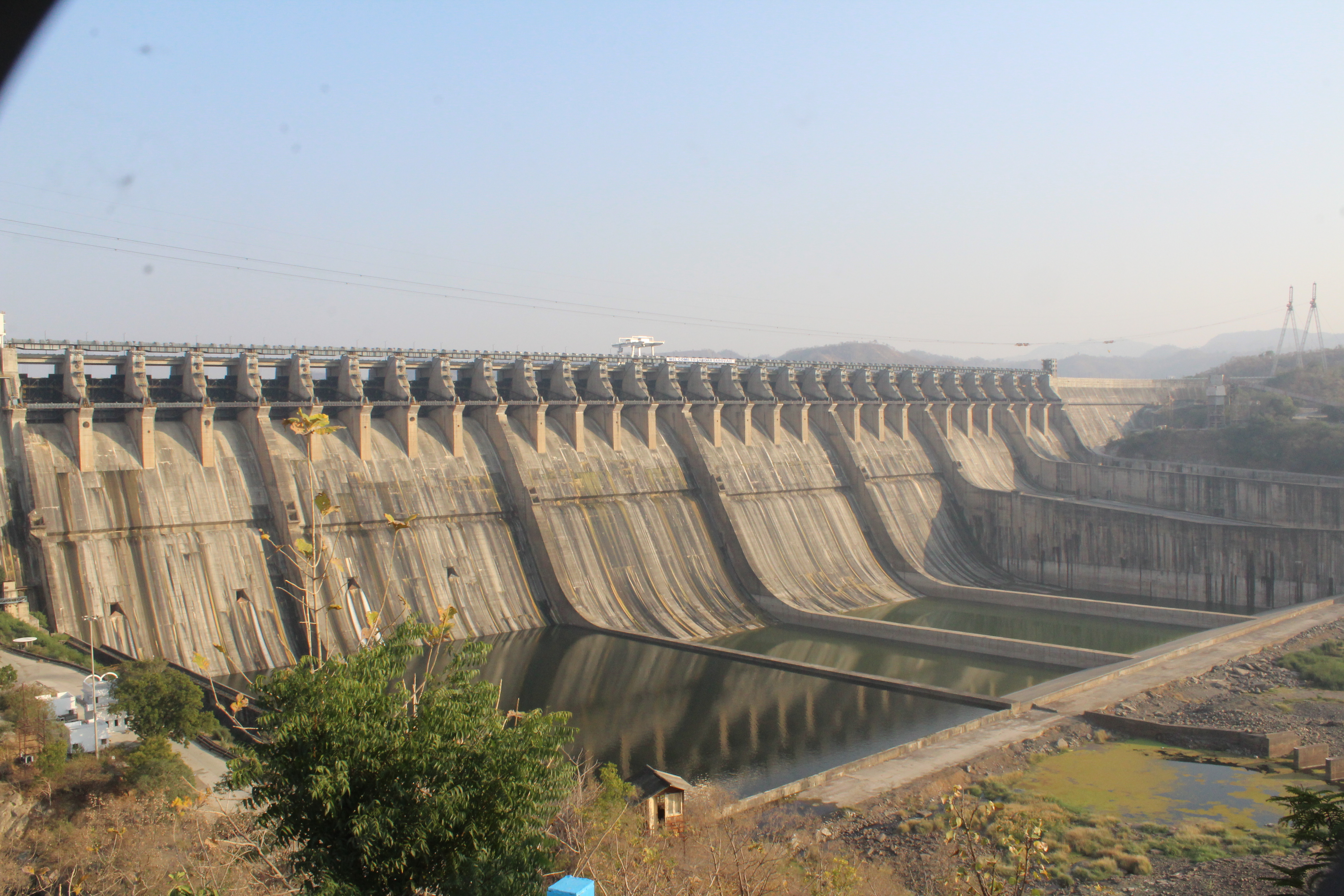
Đập Sardar Sarovar

Đập Sardar Sarovar là một đập trọng lực trên sông Narmada gần Navagam, Gujarat ở Ấn Độ. Bốn tiểu bang Ấn Độ, Gujarat, Madhya Pradesh, Maharastra và Rajasthan, nhận nước và điện được cung cấp từ đập. Viên đá móng đầu tiên của dự án được Thủ tướng Jawaharlal Nehru đặt ra vào ngày 5 tháng 4 năm 1961. Dự án này được thành lập vào năm 1979 như là một phần của kế hoạch phát triển nhằm tăng thủy lợi và sản xuất thủy điện. Con đập được khánh thành bởi Thủ tướng Modi vào ngày 17 tháng 9 năm 2017.
Một trong số 30 đập được lên kế hoạch trên sông Narmada, đập Sardar Sarovar (SSD) là cấu trúc lớn nhất được xây dựng. Đây là một trong những đập lớn nhất trên thế giới. Nó là một phần của Dự án Thung lũng Narmada, một dự án kỹ thuật thủy lực lớn liên quan đến việc xây dựng một loạt các đập thủy điện và thủy lợi đa mục đích lớn trên sông Narmada. Sau một số trường hợp gây tranh cãi trước Tòa án tối cao Ấn Độ (1999, 2000, 2003), đến năm 2014 Cơ quan kiểm soát Narmada đã phê chuẩn một loạt các thay đổi trong chiều cao cuối cùng - và sự dịch chuyển liên quan do hồ chứa tăng lên. 80 m (260 ft) đến cuối cùng 163 m (535 ft) từ nền móng. Dự án sẽ tưới hơn 18.000 km2 (6.900 dặm vuông), phần lớn trong khu vực dễ bị hạn hán của Kutch và Saurashtra.
Nhà máy điện chính của đập này có sáu tua-bin Francis 200 MW để sản xuất điện và bao gồm khả năng lưu trữ được bơm. Ngoài ra, một nhà máy điện trên đầu vào cho kênh chính có năm máy phát điện tua-bin Cáp-lăng 50 MW. Tổng công suất lắp đặt của các công trình điện là 1.450 MW.

## Vị trí địa lý
Về phía tây nam cao nguyên Malwa, ngọn đồi bị chia cắt lên đến đỉnh trên đồi Mathwar, nằm ở Alirajpur của Madhya Pradesh. Bên dưới những ngọn đồi sông Narmada chảy qua một hẻm núi lớn và dài. Hẻm núi này kéo dài vào Gujarat, nơi con sông được khai thác bởi đập Sardar Sarovar.